# Északmegyer

Északmegyer Pécs térképén

Északmegyer Pécs egyik városrésze, melyet északon a Verseny utca, keleten a Siklósi út, délen az Északmegyer dűlő, a Szilva utca, a Móra Ferenc utca, illetve nyugaton a Megyeri út és a Tüzér utca határol. Északi széle mellett húzódik a Budapest–Pécs-vasútvonal Pécs vasútállomásának vágányrendszere.
A városrészben kapott helyet a vasárnaponként megrendezésre kerülő, neves pécsi vásár, melyet több mint 160 éve rendeztek először. Üzemeltetője megegyezik a Pécs Expoéval.
Lakosai főleg kertes házas övezetben élnek, a Kertvárostól északra eső területen. A vasút mentén, a déli oldalon sok sportpálya kapott helyet. Itt található közvetlen szomszédságban a PTE Sportközpont (korábbi Matáv-pálya), az atlétikai stadion, a Pécsi VSK labdarúgó stadionja és a Várkői Ferenc stadion. Ezek összevont látogatói kapacitása évi 20 ezer főre tehető.
Északmegyer északkeleti részén található az 1762-ben alapított Pécsi Bőrgyár, mely 2009. márciusban többéves vergődés után végleg bezárta kapuit. Az egykor több száz dolgozót foglalkoztató üzem területén rendezték 2009-ben a Pécsi Egyetemi Napok fesztiválját.

## Története
Pécs ókori neve Sopianæ. E latin képzésmódú név vitatott eredetű alapszava (kelta sop: 'mocsár') minden bizonnyal kapcsolatban van azzal, hogy a Pécs helyén álló római kori város déli oldala akkor lenyúlt a vízjárta, mocsaras rétig. A középkorban már létezett egy Megyer nevű falu a térségben, mely a török hódoltság utáni években még lakott helység volt. A 18. század elején azonban már lakatlan. Helye az egykori Megyeri puszta és Megyeri legelő (a mai Vásártér és a Pécs Plaza) között levő területre tehető. A Megyeri-kertváros beépülése az 1930-as években indult meg. 20. század első feléig, amikor a Pécsi-vizet szabályozták, mocsaras síkságát lecsapolták. Így jöhetett létre a medence déli felén a területileg némileg elkülönült Megyeri Kertváros.

## Nevének eredete
A magyar és megyer szavunk előzménye a finnugor örökségként ránk maradt vegyes hangrendű moger szó. Ebből a vegyes hangrendű formából (melynek változatai még a 16. században is éltek) kétirányú hangrendi kiegyenlítődéssel megyer és magyar változat alakult ki. Törzsnévként a magas hangrendű változat, s a vezető törzs (Árpád törzse) után népnévként a mély hangrendű változat állandósult.
A Pécs melletti Megyer - nevéből következően - a megyer törzsbeliek települése volt a honfoglalás első éveiben. A Megyer tehát törzsnévből alakult helységnév. Nem lehet véletlen, hogy a pécsi Megyer közelében még három törzsnévi eredetű település létezett az Árpád-korban: Árpád (ma: Nagyárpád), Keszü (Keszi?) és a Varsány.